# Světový den pro fair trade

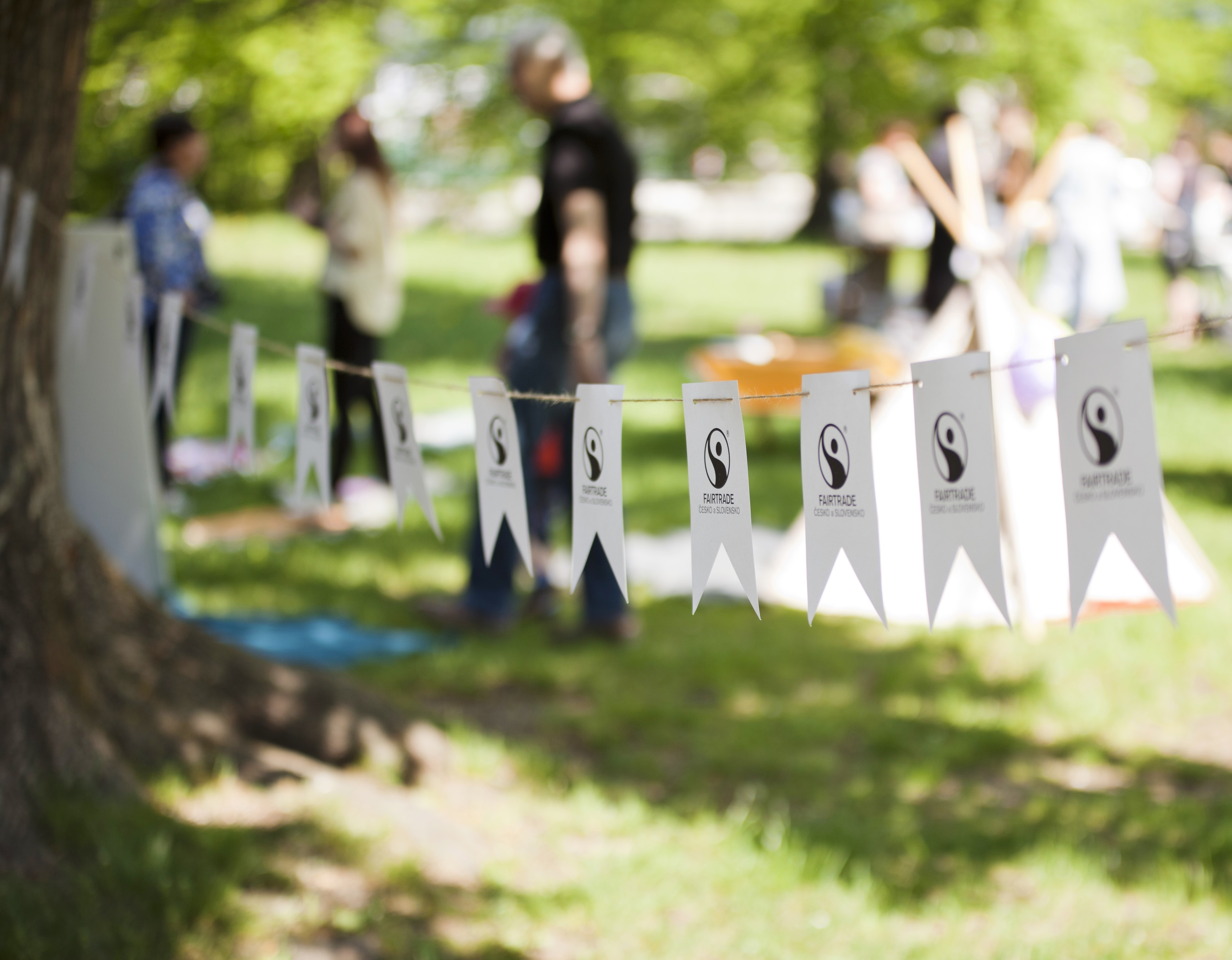
Férová snídaně

Světový den pro fair trade, anglickým názvem World Fair Trade Day (WFTD), se slaví každý rok druhou květnovou sobotu. Tento den je věnován podpoře spravedlivého obchodu (anglicky Fair Trade). Tento způsob obchodu dává příležitost pěstitelům, řemeslníkům a zaměstnancům v zemích Asie, Afriky a Latinské Ameriky uživit se vlastní prací za důstojných podmínek. První oslavy Světového dne pro fair trade iniciovala Safia Minney, zakladatelka fairtradové módní značky People Tree. V roce 2001 jej na svém výročním zasedání podpořila Světová fairtradová organizace, která nad Světovým dnem pro fair trade přejala záštitu.

## Světový den pro fair trade ve světě
Světový den pro fair trade se ve světě slavil poprvé roku 2002. Stalo se tak v návaznosti na přijetí tohoto světového dne na výročním členském zasedání Světové fairtradové organizace (World Fair Trade Organization – WFTO, dříve International Fair Trade Association – IFAT). S myšlenkou oslav Světového dne pro fair trade poprvé přišla zakladatelka fairtradové módní značky People Tree, paní Safia Minney. Safia Minney se věnuje environmentálním otázkám a spravedlivému obchodu na poli módního průmyslu, účastní se Světového ekonomického fóra v Davosu, kde diskutuje o sociálně zodpovědných způsobech podnikání a dodnes je ze své japonské kanceláře aktivní i v organizaci oslav Světového dne pro fair trade.
Od roku 2002 se ve světě slavil Světový den pro fair trade každý rok. Záštitu nad těmito oslavami převzala Světová fairtradová organizace, která každý rok komunikuje s organizátory samotných akcí a snaží se o vymýšlení a implementaci jednotných témat pro jednotlivé roky. 
V některých zemích se také slaví tzv. Fairtrade Fortnight. Jedná se o starší koncept, poprvé se slavila již v roce 1997 a iniciována byla organizací Fairtrade Foundation, britským reprezentantem systému Fairtrade International. Jedná se o dva týdny, většinou na přelomu února a března, jejichž obsah je velmi podobný oslavám Světového dne pro fair trade.

## Světový den pro fair trade v ČR
V Česku se Světový den pro fair trade slavil poprvé v roce 2004. První oslavy byly velmi skromné a omezily se většinou na besedu či přednášku, velmi brzo se však při této příležitosti konaly i větší akce. Z nich je možné uvést například celodenní osvětovou a prodejní akci v Riegrových sadech v Praze s večerním koncertem (2006) nebo setkání s politiky a novináři doplněné o několik informačních stánků pro veřejnost (2007). 
V začátcích se na přípravách Světového dne pro fair trade podílely především tři české neziskové organizace: NaZemi, Ekumenická akademie Praha a Jeden svět, o. p. s. Velmi často se oslavy této příležitosti protáhly, a proto se vžil také termín Týden pro fair trade, který se slavil ve dnech kolem Světového dne pro fair trade. Od roku 2011 se den u nás slaví především Férovou snídaní. 

### Férová snídaně
Od roku 2011 se vrcholem oslav Světového dne pro fair trade stal piknikový happening Férová snídaně.. Tento happening do roku 2018 koordinovala nevládní organizace NaZemi a od roku 2019 pořádání  akce převzala nevládní organizace Fairtrade Česko a Slovensko. Spočívá v tom, že ve stejný okamžik na mnoha místech České republiky spolu veřejně posnídají fanoušci fair trade. Zatímco v roce 2011 se do organizace zapojilo 41 aktivních lidí po celé republice, v roce 2018 díky 172 jednotlivcům v regionech férově snídalo už přes 8100 lidí. V roce 2019 se na 193 místech na Férové snídani sešlo 8189 lidí. V roce 2020 se kvůli pandemii koronaviru přesunula do domácího prostředí, v roce 2021 do přírody na výlet a v roce 2022 přilákala komunitní akce přes 5700 účastníků na 140 místech republiky. V roce 2023 i přes nepřízeň počasí se akce uskutečnila na celkem 159 místech České republiky při celkové účasti 6600 osob.  
Mezi hlavní principy tradiční Férové snídaně patří:
- společná oslava Světového dne pro fair trade s přáteli, sousedy nebo známými
- ukázání zájmu o životy pěstitelů kávy, kakaa nebo banánů ve světě
- veřejnost celé akce, neformálnost, lokálnost
- propojení s výrobky vyprodukovanými v místě snídaně nebo s bioprodukty
- nejedná se o veřejnou ochutnávku: každý by měl na snídani přinést něco vlastního

Klipy k Férové snídani: 2011, 2012, 2013, 2014, 2015, 2016, 2017, 2018, 2019., 2021

## Další informace
V roce 2011 se ve světě objevily dva koncepty oslav Světového dne pro fair trade a oba jsou velmi podobné českému pojetí Férové snídaně. 
První z nich koordinovala Světová fairtradová organizace (WFTO) a jejím ústředním tématem byla Fair Trade Coffee Break neboli fairtradová přestávka na kávu. Koncept je velmi podobný českému happeningu Férová snídaně ve vašem městě, jednalo se ale o organizovanou ochutnávku. 
Druhým konceptem byl koncept mezinárodní organizace Fairtrade International a jejích národních zástupců v jednotlivých zemích, který se zaměřil přímo na fairtradové snídaně, nikoliv pouze v samotný den Světového dne pro fair trade, ale po celý měsíc od 25. dubna do 29. května.

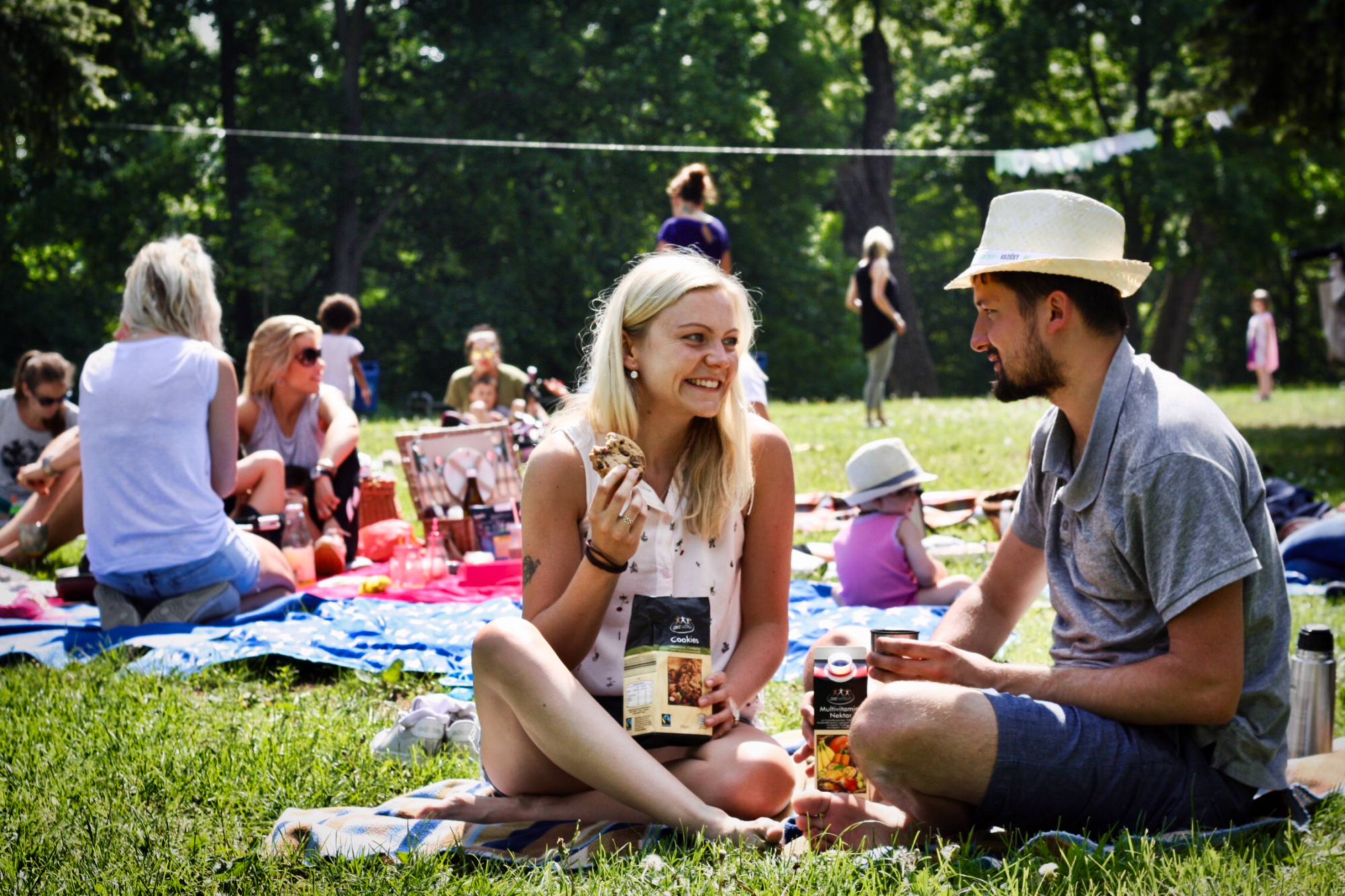
Férová snídaně
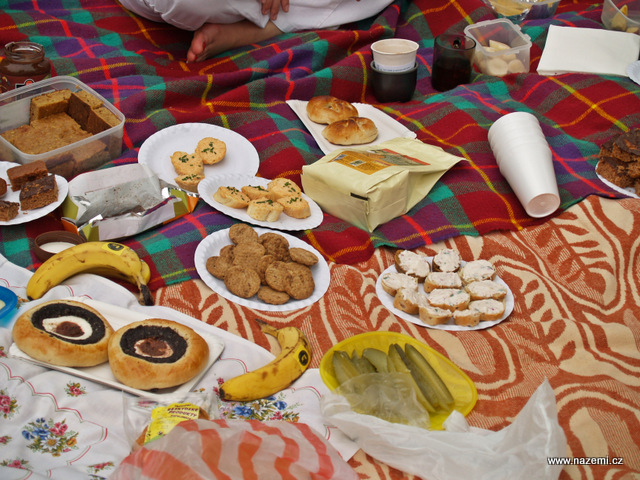
Férová snídaně
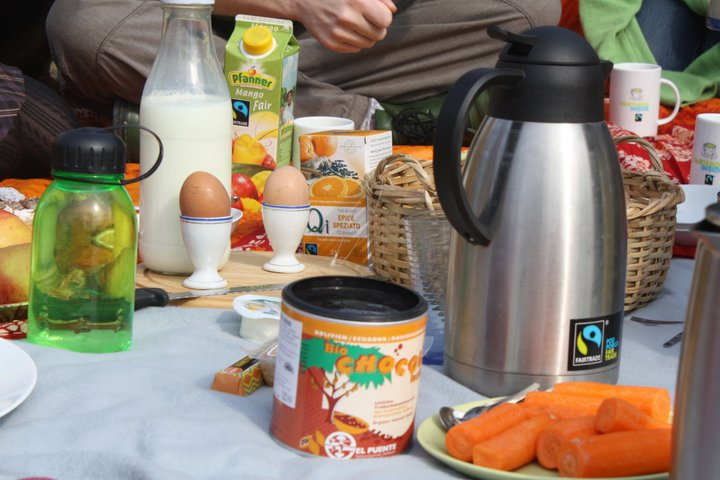
Férová snídaně
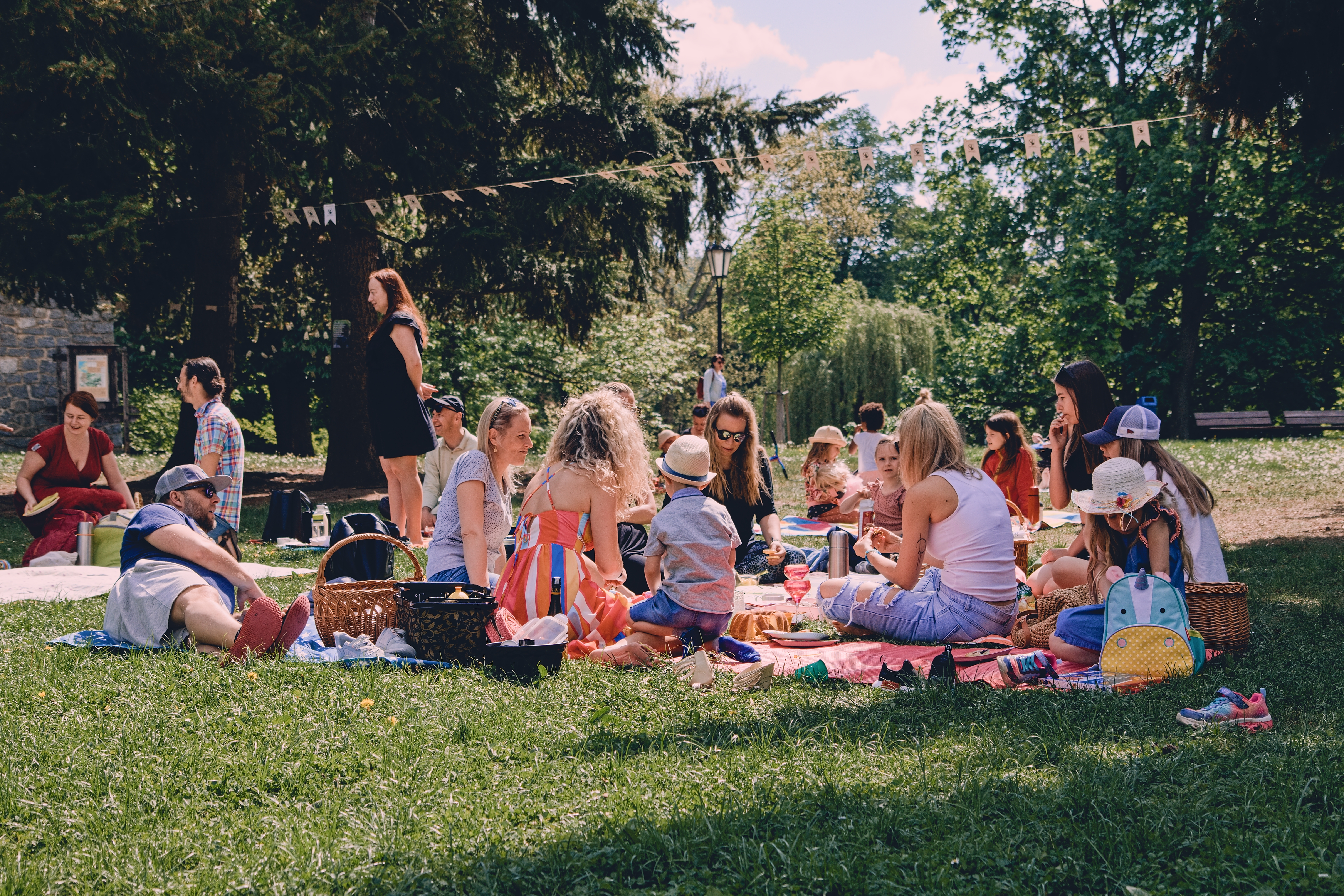
Férová snídaně